# Cerdita
Cerdita es una película española dirigida por Carlota Pereda y protagonizada por Laura Galán. Está basada en el cortometraje homónimo de 2018.

## Sinopsis
Para Sara (Laura Galán), el verano solo significa tener que soportar las continuas burlas de las otras chicas de su pequeño pueblo. Pero todo terminará cuando un desconocido llegue al pueblo y secuestre a sus acosadoras. Sara sabe más de lo que dice, y tendrá que decidir entre hablar y salvar a las chicas, o no decir nada para proteger al extraño hombre que la ha salvado.

## Reparto
- Laura Galán como Sara
- Richard Holmes como Desconocido
- Carmen Machi como Asun
- José Pastor como Pedro
- Claudia Salas como Maca
- Irene Ferreiro como Claudia
- Camille Aguilar como Roci
- Pilar Castro como Elena
- Julián Valcárcel como Padre
- Chema del Barco como Juan Carlos
- Stéphanie Magnin Vella como Rosa
- Fernando Delgado Hierro como Juancarlitos

## Producción
Tras cosechar numerosos premios con el cortometraje homónimo de 2018, entre ellos los premios Goya y José María Forqué al mejor cortometraje de ficción, o el Slamdance Russo Brothers Fellowship, la directora, Carlota Pereda, decidió realizar su primer largometraje. El 17 de junio de 2021 se inició la filmación en Villanueva de la Vera (Cáceres) con un rodaje sostenible para el medio ambiente en el que se incluyó un protocolo de actuación que tenía como finalidad reducir la huella de carbono de las películas.

## Premios y nominaciones
78.ª edición de las Medallas del Círculo de Escritores Cinematográficos
| Categoría               | Receptor(es)   | Resultado |
| ----------------------- | -------------- | --------- |
| Mejor guion adaptado    | Carlota Pereda | Nominada  |
| Mejor actriz secundaria | Carmen Machi   | Nominada  |
| Actriz revelación       | Laura Galán    | Ganadora  |
| Director revelación     | Carlota Pereda | Nominada  |